# 十一月四日风雨大作
十一月四日风雨大作是中国宋代爱国诗人陆游所作的一首七言绝句。

## 简介
诗歌创作于南宋光宗绍熙三年（公元1192年）十一月四日。当时陆游罢官隐居于家乡山阴，是日风雨大作有感而发。诗歌表达了诗人愿意以身报国的豪情壮志与报国无门的悲愤的强烈反差。